# 아레바

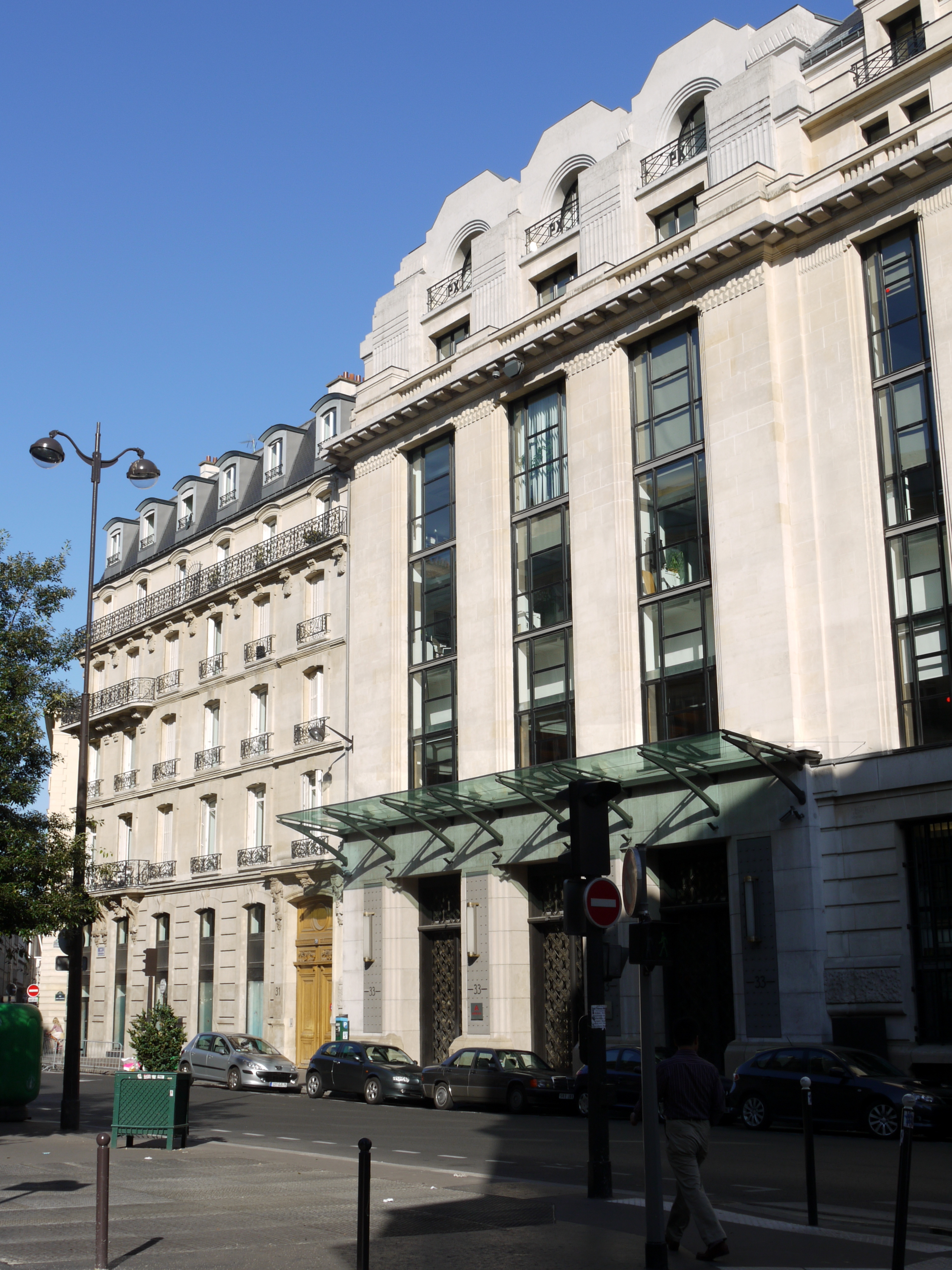
아레바의 과거 본사

아레바(Areva)는 원자력과 재생 가능 에너지를 전문으로 하는 프랑스의 다국적 그룹으로, 프랑스 파리에 본사를 두고 있다. 2016년 구조 조정 이전까지 아레바는 프랑스가 대부분 소유했는데 프랑스 원자력 및 대체에너지 위원회이 54.37%를 소유했다.
구조 조정 계획의 일부로서 아레바는 신생 에너지 비즈니스를 판매하거나 중단했으며 원자력 사업 자회사 아레나 NP를 프랑스 전력공사에 판매했고 원자력 추진 및 연구 원자력 자회사 아레바 TA는 Agence des participations de l'État에 판매했다.

## 같이 보기
- 유럽 원자력 공동체